# Tetuan (métro de Barcelone)
Tetuan est une station de la ligne 2 du Métro de Barcelone. Elle est située, Place de Tétouan dans le district Eixample, à Barcelone en Catalogne.
Elle est mise en service en 1995.

## Situation sur le réseau

Plan du métro de Barcelone (2019).

Établie en souterrain, la station Tetuan est située sur la ligne 1 du métro de Barcelone, entre la station Passeig de Gràcia en direction de la station terminus Paral·lel, et la station Monumental, en direction de la station terminus Monumental ,.

## Histoire
La station Tetuan est mise en service le 25 septembre 1995 lors du prolongement de Sant Antoni à Sagrada Família sur la ligne L2 du métro de Barcelone. Elle est nommée en référence à la place de Tétouan qui elle-même a été nommé en mémoire d'une ville de l'ancienne colonie espagnole.

## À proximité
La place de Tétouan, qui abrite en son centre un jardin ombragé, a donné son nom à la station.